# Индивидуальный трудовой спор
 Индивидуа́льный трудово́й спор  – в соответствии с трудовым законодательством Российской Федерации – это неурегулированные разногласия между  работодателем и  работником по вопросам применения трудового законодательства и иных нормативных правовых актов, содержащих нормы трудового права,  коллективного договора, соглашения,  локального нормативного акта,  трудового договора (в том числе об установлении или изменении индивидуальных условий труда), о которых заявлено в орган по рассмотрению индивидуальных трудовых споров.
Также индивидуальным трудовым спором признаётся спор между  работодателем и лицом, ранее состоявшим в трудовых отношениях с этим работодателем, а также лицом, изъявившим желание заключить трудовой договор с работодателем, в случае отказа работодателя от заключения такого договора.
Порядок рассмотрения индивидуальных трудовых споров регулируется  Трудовым кодексом Российской Федерации и иными  федеральными законами, а порядок рассмотрения дел по трудовым спорам в судах определяется, кроме того, гражданским процессуальным законодательством Российской Федерации.

## Способы разрешения индивидуального трудового спора в Российской Федерации
Индивидуальные трудовые споры рассматриваются  комиссиями по трудовым спорам и  судами  (ст.382 Трудового кодекса РФ). Также индивидуальные трудовые споры рассматриваются рядом других органов в соответствии с ч.2 ст. 383 Трудового кодекса РФ.

### Рассмотрение индивидуального трудового спора судом
В  судах рассматриваются индивидуальные трудовые споры по заявлениям  работника,  работодателя или  профессионального союза, защищающего интересы работника, когда они не согласны с решением  комиссии по трудовым спорам либо когда работник обращается в суд, минуя комиссию по трудовым спорам, а также по заявлению  прокурора, если решение комиссии по трудовым спорам не соответствует трудовому законодательству и иным актам, содержащим нормы трудового права.
Непосредственно в судах рассматриваются индивидуальные трудовые споры по заявлениям:
- работника - о восстановлении на работе независимо от оснований прекращения трудового договора, об изменении даты и формулировки причины увольнения, о переводе на другую работу, об оплате за время вынужденного прогула либо о выплате разницы в заработной плате за время выполнения нижеоплачиваемой работы, о неправомерных действиях (бездействии) работодателя при обработке и защите персональных данных работника;
- работодателя - о возмещении работником ущерба, причиненного работодателю, если иное не предусмотрено федеральными законами.

Непосредственно в судах рассматриваются также индивидуальные трудовые споры:
- об отказе в приёме на работу;
- лиц, работающих по трудовому договору у работодателей - физических лиц, не являющихся индивидуальными предпринимателями, и работников религиозных организаций;
- лиц, считающих, что они подверглись дискриминации;
- об установлении факта трудовых отношений.

Работник имеет право обратиться в суд за разрешением индивидуального трудового спора в течение трёх месяцев со дня, когда он узнал или должен был узнать о нарушении своего права, а по спорам об увольнении - в течение одного месяца со дня вручения ему копии приказа об увольнении либо со дня выдачи трудовой книжки.
Работодатель имеет право обратиться в суд по спорам о возмещении работником ущерба, причиненного работодателю, в течение одного года со дня обнаружения причиненного ущерба.
При обращении в суд с иском по требованиям, вытекающим из трудовых отношений, в том числе по поводу невыполнения либо ненадлежащего выполнения условий трудового договора, носящих гражданско-правовой характер, работники освобождаются от оплаты пошлин и судебных расходов.
Индивидуальные трудовые споры по первой инстанции подведомственны районным судам.

### Рассмотрение индивидуального трудового спора комиссией по трудовым спорам
В  комиссии по трудовым спорам рассматриваются индивидуальные трудовые споры по заявлению работника, если он самостоятельно или с участием своего представителя не урегулировал разногласия при непосредственных переговорах с работодателем.
Работник может обратиться в комиссию по трудовым спорам в трёхмесячный срок со дня, когда он узнал или должен был узнать о нарушении своего права.
Заявление работника, поступившее в комиссию по трудовым спорам, подлежит обязательной регистрации указанной комиссией.
Комиссия по трудовым спорам обязана рассмотреть индивидуальный трудовой спор в течение десяти календарных дней со дня подачи работником заявления.
Спор рассматривается в присутствии работника, подавшего заявление, или уполномоченного им представителя. Рассмотрение спора в отсутствие работника или его представителя допускается лишь по письменному заявлению работника. В случае неявки работника или его представителя на заседание указанной комиссии рассмотрение трудового спора откладывается. В случае вторичной неявки работника или его представителя без уважительных причин комиссия может вынести решение о снятии вопроса с рассмотрения, что не лишает работника права подать заявление о рассмотрении трудового спора повторно в пределах срока, установленного Трудовым кодексом РФ (3-и месяца). Комиссия по трудовым спорам имеет право вызывать на заседание свидетелей, приглашать специалистов. По требованию комиссии работодатель (его представители) обязан в установленный комиссией срок представлять ей необходимые документы. 
Заседание комиссии по трудовым спорам считается правомочным, если на нём присутствует не менее половины членов, представляющих работников, и не менее половины членов, представляющих работодателя. На заседании комиссии по трудовым спорам ведётся протокол, который подписывается председателем комиссии или его заместителем и заверяется печатью комиссии.
Комиссия по трудовым спорам принимает решение тайным голосованием простым большинством голосов присутствующих на заседании членов комиссии.

### Рассмотрение индивидуального трудового спора другими органами

#### Государственная инспекция труда
В соответствии со ст.373 Трудового кодекса РФ Государственная инспекция труда в течение десяти дней со дня получения жалобы (заявления) на окончательное решение работодателя о расторжении трудового договора при несогласии выборного органа первичной профсоюзной организации рассматривает вопрос об увольнении и в случае признания его незаконным выдаёт работодателю обязательное для исполнения предписание о восстановлении работника на работе с оплатой вынужденного прогула.

#### Комиссия государственного органа по служебным спорам
Комиссия государственного органа по служебным спорам рассматривает индивидуальные служебные споры – неурегулированные между представителем нанимателя и гражданским служащим либо гражданином, поступающим на гражданскую службу или ранее состоявшим на гражданской службе, разногласия по вопросам применения законов, иных нормативных правовых актов о гражданской службе и служебного контракта, о которых заявлено в орган по рассмотрению индивидуальных служебных споров..

#### Вышестоящие органы
Вышестоящие органы могут рассматривать трудовые споры работников прокуратуры, сотрудников органов внутренних дел и ряда других.

### Вынесение решений по индивидуальным трудовым спорам и исполнение решений
В случае признания увольнения или перевода на другую работу незаконными работник должен быть восстановлен на прежней работе органом, рассматривающим индивидуальный трудовой спор.
Орган, рассматривающий индивидуальный трудовой спор, принимает решение о выплате работнику среднего заработка за все время вынужденного прогула или разницы в заработке за все время выполнения нижеоплачиваемой работы. По заявлению работника орган, рассматривающий индивидуальный трудовой спор, может ограничиться вынесением решения о взыскании в пользу работника среднего заработка за все время вынужденного прогула или разницы в заработке за все время выполнения нижеоплачиваемой работы.
В случае признания увольнения незаконным орган, рассматривающий индивидуальный трудовой спор, может по заявлению работника принять решение об изменении формулировки основания увольнения на увольнение по собственному желанию. В случае признания формулировки основания и (или) причины увольнения неправильной или не соответствующей закону суд, рассматривающий индивидуальный трудовой спор, обязан изменить её и указать в решении основание и причину увольнения в точном соответствии с формулировками Трудового кодекса РФ или иного федерального закона со ссылкой на соответствующие статью, часть статьи, пункт статьи.
Если увольнение признано незаконным, а срок трудового договора на время рассмотрения спора судом истёк, то суд, рассматривающий индивидуальный трудовой спор, обязан изменить формулировку основания увольнения на увольнение по истечении срока трудового договора.
Если в случаях, предусмотренных настоящей статьёй, после признания увольнения незаконным суд выносит решение не о восстановлении работника, а об изменении формулировки основания увольнения, то дата увольнения должна быть изменена на дату вынесения решения судом. В случае, когда к моменту вынесения указанного решения работник после оспариваемого увольнения вступил в трудовые отношения с другим работодателем, дата увольнения должна быть изменена на дату, предшествующую дню начала работы у этого работодателя.
Если неправильная формулировка основания и (или) причины увольнения в трудовой книжке препятствовала поступлению работника на другую работу, то суд принимает решение о выплате работнику среднего заработка за все время вынужденного прогула. В случаях увольнения без законного основания или с нарушением установленного порядка увольнения либо незаконного перевода на другую работу суд может по требованию работника вынести решение о взыскании в пользу работника денежной компенсации морального вреда, причиненного ему указанными действиями. Размер этой компенсации определяется судом.
При признании органом, рассматривающим индивидуальный трудовой спор, денежных требований работника обоснованными они удовлетворяются в полном размере.
Решение о восстановлении на работе незаконно уволенного работника, о восстановлении на прежней работе работника, незаконно переведённого на другую работу, подлежит немедленному исполнению. При задержке работодателем исполнения такого решения орган, принявший решение, выносит определение о выплате работнику за все время задержки исполнения решения среднего заработка или разницы в заработке.
Обратное взыскание с работника сумм, выплаченных ему в соответствии с решением органа по рассмотрению индивидуального трудового спора, при отмене решения в порядке надзора допускается только в тех случаях, когда отменённое решение было основано на сообщённых работником ложных сведениях или представленных им подложных документах.